# Marry Me (Krista Siegfrids)
Marry Me è un brano musicale della cantante finlandese Krista Siegfrids.

## Il brano
La canzone è stata scritta da Krista Siegfrids, Erik Nyholm, Kristofer Karlsson e Jessika Lundström
Con questo brano, la cantante ha partecipato in rappresentanza della Finlandia all'Eurovision Song Contest 2013 tenutosi a Malmö.
La canzone inoltre rappresenta il singolo di lancio del primo album in studio di Krista Siegfrids, ossia Ding Dong!.

## Tracce
Download digitale
1. Marry Me - 3:02